# كافاتيلي

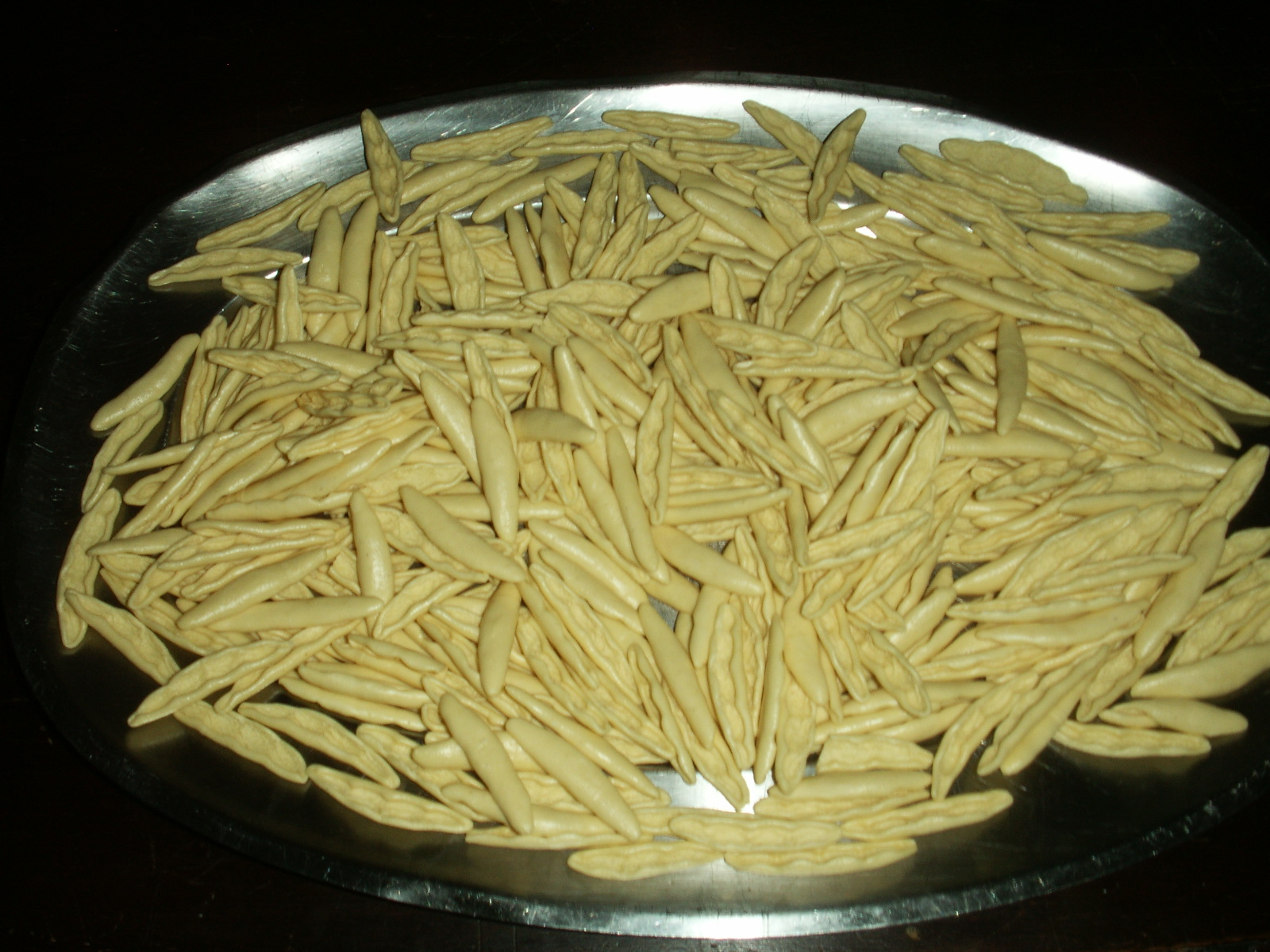
معكرونة كابونتي غير مطبوخة، أحد أصناف كفاتِلي من منطقة بوليا

كفاتِلي (Cavatelli، نقحرة: كافاتيلي) هي نوع من المعكرونة  ذو شكل صدفي صغير يصنع من عجينة السميد الخالية من البيض لتصبح ذو شكل يشبه أحد جوانب الساندوتش بشكل مصغر. تعني كلمة كفاتِلي حرفياً في الإيطالية «التجاويف الصغيرة». كفاتِلي الريكوتا (Ricotta cavatelli) هو اسم الطبق عندما  يتم إضافة جبنة الريكوتة إلى مزيج العجين. يتم عادة طهيها مع ثوم وقنبيط أخضر (بروكلي) أو رابيني (خضار موجود في إيطاليا يشبه القنبيط).

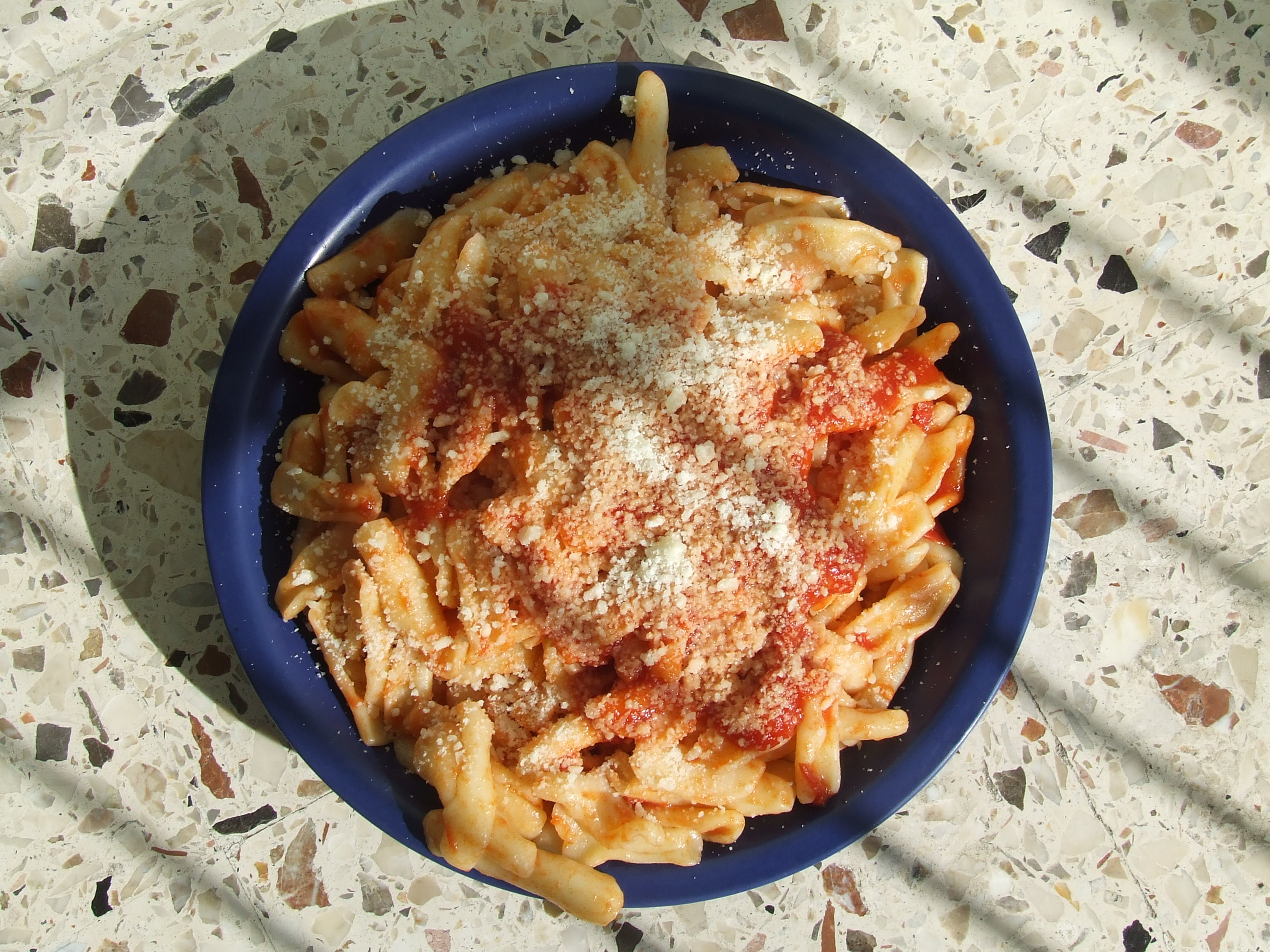
طبق كفاتِلي

## أسماءها الإقليمية وأصنافها
توجد العديد من الأنواع المحلية والأسماء المختلفة للـ كافاتيللي، مثل orecchie di prete (أذن الكاهن).  في بوليا العديد من أصناف الكفاتِلي تملك أسماء مخصصة، مثل بيتزاكاريدي (pizzicarieddi).أما منطقة تيجانو التابعة كمبانية، هناك أصناف تقليدية تتبع لكفاتِلي تسمى بارماتيدي (Parmatieddi)  أو بارماتيلي (Palmatielli) وتكون أكبر من كفاتِلي وذات شكل أكثر استواءاً، حيث يتم صنعها بلف عجينة لصقة مع ثلاثة أصابع من اليد الواحدة بدلا من إصبع واحد كما هي العادة في كفاتِلي التقليدية. بارماتيدي عادة مايتم تقديمها كطبق مبدئي في مناسبةأحد الشعانين الدينية المسيحية، مع شكل يشبه ورق الشجر للتذكير بسعف النخيل الذي تم نثره أمام عيسى عندما دخل إلى القدس بزعمهم.